# Dajka László
Dajka László (Nyíregyháza, 1959. április 29. –) válogatott magyar labdarúgó, edző. Játékosként főleg a Budapest Honvéd csapatát erősítette, ötször nyert velük bajnokságot és tagja volt az 1986-ban Mexikóba kijutott válogatottnak is. A 90-es évek közepétől számos magyarországi futballcsapatnál vállalt edzői feladatokat.

## Játékosként
A Kisvárdai SE-ben lett igazolt játékos. 17 évesen tagja volt az ifjúsági-válogatott keretének. Sorkatonaként a ceglédi Honvéd Bem József SE játékosa volt. Innen került át 1979-ben a Budapesti Honvédhoz, melynek utolsó nagy sikerszériájának egyik meghatározó tagja volt. A 80-as években ötször nyertek bajnokságot. Specialitásának számítottak a fejesgólok, számos gólját szerezte fejjel. Ezenkívül tagja volt a válogatottnak is, szerepet kapott a mexikói világbajnokságon leszerepelt magyar válogatottban is, ahol öngólt rúgott a Szovjetunió elleni mérkőzésen. Később külföldön folytatta pályafutását, a spanyol Las Palmas, majd a svájci Yverdon együttesében. 1992-ben gerincműtétet hajtottak végre rajta, ami miatt befejezte profii pályafutását. Az 1994-1995-ös szezonban játékosedzőként szerepelt a Kecskeméti TE csapatában.

## Edzőként
Külföldi karrierje után a BVSC-ben volt pályaedző, majd a Kecskeméti TE játékosait irányította. Első komolyabb edzői állomása a BVSC csapata volt, amit 34 mérkőzésen át irányított és magyar kupa-döntőbe vezényelt az 1996-97-es szezonban. Ezt követően a BKV Előre trénere lett. 1998 nyarától a Szombathelyi Haladás edzője lett. Posztjáról 1998 szeptemberében közös megegyezéssel távozott és visszatért a BKV Előréhez, melynek edzéseit 2001-ig vezette. Csapatával 2001-ben a másodosztály bajnoka lett, de nem indultak az NB I-ben. 2001 nyarán az akkor másodosztályú Előre FC Békéscsabához szerződött. 2001 szeptemberétől az új szövetségi kapitány, Gellei Imre pályaedzője lett a magyar válogatottnál. Ezt a posztját 2003-ig töltötte be. Békéscsabán a várakozásokon felett teljesítve az első helyen fordult csapatával a 2001-2002-es szezonban, azonban a télen a DVSC-hez írt alá, így megvált a liláktól. A debreceni klub élén nem volt túl sikeres, így az évad végén felállították a padtól. A következő szezonban ismét a BKV edzője lett, majd 2003 decemberében Sopronba tette át székhelyét, ahol 2004 novemberéig maradt, majd ismét visszatért Békéscsabára. Itt csak 4 meccsen ült a kispadon, mivel az egyesület több havi bérével tartozott. 2005 júliusától decemberig Zalaegerszegen dolgozott. Ezután a harmadosztályú Dabas edzője lett, majd az FC Tatabánya vezetőedzője, Octavio Zambrano meghívta szakmai koordinátornak. 2009 nyarán az NB III-es Soroksár trénere lett, ahonnan 2010 májusában a sikertelen szereplés miatt távozott. 2010 és 2012 között a Puskás Ferenc Labdarúgó Akadémia U18-as csapatának edzéseit vezette. 2012-től ismét Békéscsabán vezetőedző, ahonnan 2013 áprilisában távozott. 2017 április 21-től a másodosztályú Nyíregyháza Spartacus vezetőedzője.

## Statisztika

### Mérkőzései a válogatottban
| Magyarország | Magyarország         | Magyarország                      | Magyarország     | Magyarország | Magyarország   | Magyarország       | Magyarország | Magyarország    |
| #            | Dátum                | Helyszín                          | Hazai            | Eredmény     | Vendég         | Kiírás             | Gólok        | Esemény         |
| ------------ | -------------------- | --------------------------------- | ---------------- | ------------ | -------------- | ------------------ | ------------ | --------------- |
| 1.           | 1980. szeptember 24. | Budapest, Népstadion              | Magyarország     | 2 – 2        | Spanyolország  | barátságos         | -            |                 |
| 2.           | 1980. október 8.     | Bécs, Práter stadion              | Ausztria         | 3 – 1        | Magyarország   | barátságos         | -            |                 |
| 3.           | 1980. november 19.   | Halle, Kurt-Wabbel-Stadion        | NDK              | 2 – 0        | Magyarország   | barátságos         | -            |                 |
| 4.           | 1983. szeptember 7.  | Budapest, Népstadion              | Magyarország     | 1 – 1        | NSZK           | barátságos         | -            |                 |
|              | 1983. szeptember 21. | Drama                             | Görögország      | 1 – 2        | Magyarország   | olimpiai selejtező | -            | 58'             |
| 5.           | 1983. október 12.    | Budapest, Népstadion              | Magyarország     | 0 – 3        | Anglia         | Eb-selejtező       | -            |                 |
| 6.           | 1983. október 26.    | Budapest, Népstadion              | Magyarország     | 1 – 0        | Dánia          | Eb-selejtező       | -            | 75'             |
| 7.           | 1983. december 3.    | Szaloniki, Kaftanzoglu-stadion    | Görögország      | 2 – 2        | Magyarország   | Eb-selejtező       | -            | 83'             |
| 8.           | 1984. január 18.     | Cádiz, Ramón de Carranza Stadion  | Spanyolország    | 0 – 1        | Magyarország   | barátságos         | -            | 66'             |
| 9.           | 1984. március 31.    | Szabadka, Szpartak Stadion        | Jugoszlávia      | 2 – 1        | Magyarország   | barátságos         | -            | 62'             |
| 10.          | 1984. április 4.     | Isztambul, Beşiktaş İnönü Stadion | Törökország      | 0 – 6        | Magyarország   | barátságos         | -            | 46'             |
|              | 1984. április 11.    | Budapest, Megyeri úti stadion     | Magyarország     | 1 – 1        | Bulgária       | olimpiai selejtező | -            | 15'             |
|              | 1984. április 25.    | Moszkva, Luzsnyiki Stadion        | Szovjetunió      | 0 – 1        | Magyarország   | olimpiai selejtező | -            |                 |
| 11.          | 1984. május 23.      | Székesfehérvár, Sóstói Stadion    | Magyarország     | 0 – 0        | Norvégia       | barátságos         | -            | 63'             |
| 12.          | 1984. június 6.      | Brüsszel, Heysel Stadion          | Belgium          | 2 – 2        | Magyarország   | barátságos         | -            | 46'             |
| 13.          | 1984. augusztus 22.  | Budapest, Népstadion              | Magyarország     | 3 – 0        | Svájc          | barátságos         | -            | 46'             |
| 14.          | 1984. november 17.   | Limassol, Tszirion Stadion        | Ciprus           | 1 – 2        | Magyarország   | vb-selejtező       | -            | 46'             |
| 15.          | 1985. december 9.    | Irapuato (MEX)                    | Magyarország     | 1 – 0        | Dél-Korea      | barátságos         | -            | 46'             |
| 16.          | 1985. december 14.   | Toluca                            | Mexikó           | 2 – 0        | Magyarország   | barátságos         | -            | 60'             |
| 17.          | 1986. január 30.     | El, ben-Khalifa-stadion (QAT)     | Ázsia-válogatott | 0 – 3        | Magyarország   | barátságos         | -            | 62'             |
| 18.          | 1986. február 1.     | Doha, el-Kabir-stadion (QAT)      | Ázsia-válogatott | 0 – 2        | Magyarország   | barátságos         | -            |                 |
| 19.          | 1986. február 2.     | Doha                              | Katar            | 0 – 3        | Magyarország   | barátságos         | -            | 46'             |
| 20.          | 1986. június 2.      | Irapuato, Estadio Irapuato (MEX)  | Szovjetunió      | 6 – 0        | Magyarország   | vb-csoportkör      | -            | 62' 74' (öngól) |
| 21.          | 1986. június 6.      | Irapuato, Estadio Irapuato (MEX)  | Magyarország     | 2 – 0        | Kanada         | vb-csoportkör      | -            | 62'             |
| 22.          | 1986. június 9.      | León, Estadio León (MEX)          | Magyarország     | 0 – 3        | Franciaország  | vb-csoportkör      | -            |                 |
| 23.          | 1988. augusztus 31.  | Linz, Linzer Stadion              | Ausztria         | 0 – 0        | Magyarország   | barátságos         | -            | 46'             |
| 24.          | 1988. október 19.    | Budapest, Népstadion              | Magyarország     | 1 – 0        | Észak-Írország | vb-selejtező       | -            | 46'             |
|              | Összesen             |                                   |                  | 24           | mérkőzés       |                    | 0            | gól             |